# Kingston et les Îles
Pour les articles homonymes, voir Kingston.
Pour la circonscription provinciale, voir Kingston et les Îles (circonscription provinciale).
Circonscription électorale fédérale du Canada
Kingston et les Îles ((en) Kingston and the Islands) est une circonscription électorale fédérale canadienne située en Ontario.

## Géographie
La circonscription comprend la ville de Kingston ainsi qu'une partie avoisinante des Mille-Îles à l'embouchure du lac Ontario, soit le canton de Frontenac Islands (en).
Les circonscriptions limitrophes sont Baie de Quinte, Hastings—Lennox and Addington—Tyendinaga, Lanark—Frontenac et Leeds—Grenville—Thousand Islands—Rideau Lakes.
Après le redécoupage de 2012, les circonscriptions limitrophes étaient Baie de Quinte, Hastings—Lennox and Addington, Lanark—Frontenac—Kingston et Leeds—Grenville—Thousand Islands et Rideau Lakes. En 2011, les circonscriptions limitrophes étaient Prince Edward—Hastings, Lanark—Frontenac—Lennox and Addington et Leeds—Grenville.

## Historique
La circonscription de Kingston et les Îles est créée en 1966 à partir des circonscriptions de Kingston, Hastings—Frontenac—Lennox et Addington et Prince Edward—Lennox.
Lors du redécoupage électoral de 2022-2023, la circonscription gagne au nord une partie du territoire de l'ancienne circonscription de Lanark—Frontenac—Kingston, renommée Lanark—Frontenac, qui correspond à la partie de la ville de Kingston située au nord de l'autoroute 401.

## Députés
| Législature                                                                                            | Années        | Député          | Parti | Parti                     |
| --- | ------------- | --------------- | ----- | ------------------------- |
| Kingston et les Îles issue de Kingston, Hastings—Frontenac—Lennox et Addington et Prince Edward—Lennox |               |                 |       |                           |
| 28e | 1968–1972     | Edgar Benson    |       | Libéral                   |
| 29e | 1972–1974     | Flora MacDonald |       | Progressiste-conservateur |
| 30e | 1974–1979     | Flora MacDonald |       | Progressiste-conservateur |
| 31e | 1979–1980     | Flora MacDonald |       | Progressiste-conservateur |
| 32e | 1980–1984     | Flora MacDonald |       | Progressiste-conservateur |
| 33e | 1984–1988     | Flora MacDonald |       | Progressiste-conservateur |
| 34e | 1988–1993     | Peter Milliken  |       | Libéral                   |
| 35e | 1993–1997     | Peter Milliken  |       | Libéral                   |
| 36e | 1997–2000     | Peter Milliken  |       | Libéral                   |
| 37e | 2000–2004     | Peter Milliken  |       | Libéral                   |
| 38e | 2004–2006     | Peter Milliken  |       | Libéral                   |
| 39e | 2006–2008     | Peter Milliken  |       | Libéral                   |
| 40e | 2008–2011     | Peter Milliken  |       | Libéral                   |
| 41e | 2011–2015     | Ted Hsu         |       | Libéral                   |
| 42e | 2015–2019     | Mark Gerretsen  |       | Libéral                   |
| 43e | 2019–2021     | Mark Gerretsen  |       | Libéral                   |
| 44e | 2021–2025     | Mark Gerretsen  |       | Libéral                   |
| 45e | 2025–en cours | Mark Gerretsen  |       | Libéral                   |